# Ángel Miquel
Ángel Francisco Miquel Rendón (Nació en 1957 en Torreón, Coahuila). Estudió Filosofía e Historia del Arte en la Universidad Nacional Autónoma de México.

## Datos de formación
Estudió Filosofía e Historia del Arte. Se especializa en el estudio de la cultura mexicana de la primera mitad del siglo veinte.

## Trabajos profesionales
Ha sido editor de libros y de publicaciones periódicas en el Centro Regional para la Educación y la Alfabetización de América Latina, El Colegio de México, la Universidad Pedagógica Nacional y el Instituto Nacional de Antropología e Historia. Ha trabajado como profesor o investigador en universidades públicas. Entre sus libros como autor se encuentran poemarios, novelas, biografías y ensayos.

## Libros

### Como autor
Escapar de milagro, SEP-CREA, México, 1987
Gato por liebre, Editorial Corunda, México, 1990
El nacimiento de una pasión. Luis G. Urbina, primer cronista mexicano de cine, Universidad Pedagógica Nacional, México, 1991 y 1996 (2a. ed.)
Por las pantallas de la ciudad de México. Periodistas del cine mudo, Universidad de Guadalajara, Guadalajara, 1995
Salvador Toscano, Secretaría de Cultura del Estado de Puebla-Universidad de Guadalajara-Universidad Veracruzana-Filmoteca de la UNAM, México, 1997
Mimí Derba, Archivo Fílmico Agrasánchez-Filmoteca de la UNAM, México, 2000
Disolvencias. Literatura, cine y radio en México, 1900-1950, Fondo de Cultura Económica, México, 2005
Acercamientos al cine silente mexicano, Universidad Autónoma del Estado de Morelos, Cuernavaca, 2005
Usted soy yo (en coautoría con Alain Derbez), Ediciones la Rana del Instituto Estatal de la Cultura de Guanajuato, Guanajuato, 2009
En tiempos de revolución. El cine en la ciudad de México, 1910-1916, Filmoteca de la UNAM, México, 2013
¡Cobre, penique! Sueños y otras ficciones, Trilce Ediciones, México, 2013
Entrecruzamientos. Cine, historia y literatura en México, 1910-1960, Ficticia Editorial y Universidad Autónoma del Estado de Morelos, México, 2015
Crónica de un encuentro. El cine mexicano en España, 1933-1948, Universidad Nacional Autónoma de México, México, 2016
Tolvanera, Ediciones Sin Nombre y Secretaría de Cultura, México, 2017
La necesidad de elegir, Ediciones Sin Nombre, México, 2019
Ponchos y sarapes. El cine mexicano en Buenos Aires, 1934-1943, Peter Lang, Nueva York, 2021
Residencia de Pegaso. Sueños propios y ajenos, Trilce Ediciones, México, 2022
El Núcleo Duro, Ediciones Odradek, Huitzilac, 2022
¡Extra, Extra!, Bonilla-Artigas Editores, México, 2023
El cine silente en La Laguna, Universidad Autónoma del Estado de Morelos y Ayuntamiento de Torreón, Cuernavaca, 2023

### Como editor (selección, prólogo y notas)
Los exaltados. Antología de escritos sobre cine en periódicos y revistas de la ciudad de México, 1896-1929, Universidad de Guadalajara, Guadalajara, 1992
Los poetas van al cine, Ediciones sin Nombre-Juan Pablos Editor, México, 1997
El juego placentero. Crítica cinematográfica de Emilio García Riera, 1955-1961, Universidad de Guadalajara-Universidad Autónoma del Estado de Morelos, México, 2003
El juego placentero II. Crítica cinematográfica de Emilio García Riera, años sesenta, Cineteca Nacional-Universidad Autónoma del Estado de Morelos, México, 2007
Cine y literatura: veinte narraciones, UNAM, México, 2009

### Como compilador
Julianne Burton-Carvajal, Patricia Torres San Martín y Ángel Miquel (compiladores), Horizontes del segundo siglo. Investigación y pedagogía del cine mexicano, latinoamericano y chicano, Universidad de Guadalajara-Imcine, México, 1998
Ángel Miquel, Jesús Nieto y Tomás Pérez Vejo (compiladores), Imágenes cruzadas. México y España, siglos XIX y XX, Universidad Autónoma del Estado de Morelos, Cuernavaca, 2005
Pablo Mora y Ángel Miquel (compiladores), Barco en tierra: España en México. Imágenes, reflexiones y testimonios de vida en el siglo XX, Universidad Nacional Autónoma de México-Fundación Pablo Iglesias, México, 2006
Pablo Mora y Ángel Miquel (compiladores), Españoles en el periodismo mexicano, siglos XIX y XX, Universidad Nacional Autónoma de México-Universidad Autónoma del Estado de Morelos, México, 2008
Ángel Miquel (compilador), Placeres en imagen: fotografía y cine eróticos, 1900-1960, Universidad Autónoma del Estado de Morelos, Cuernavaca, 2009
Ángel Miquel (coordinador), La ficción de la historia. El siglo XIX en el cine mexicano, Cineteca Nacional, México, 2010
Ángel Miquel (compilador), Artes en relación, vol. 1 de Memoria de las imágenes, Universidad Autónoma del Estado de Morelos, Cuernavaca, 2010
Angélica Tornero y Ángel Miquel (compiladores), Cine, literatura, teoría: aproximaciones transdisciplinarias, Universidad Autónoma del Estado de Morelos-Editorial Itaca, Cuernavaca, 2014
Angélica Tornero y Ángel Miquel (compiladores), Literatura y cine: acercamientos interartísticos, Universidad Autónoma del Estado de Morelos, Cuernavaca, 2023